# Mansueto Bianchi
Mansueto Bianchi (ur. 4 listopada 1949 w Lucce, zm. 3 sierpnia 2016 w Rzymie) – włoski duchowny katolicki, biskup Pistoi w latach 2006-2014.

## Życiorys
Święcenia kapłańskie otrzymał 29 czerwca 1974 i został inkardynowany do archidiecezji Lukki. Po święceniach rozpoczął studia z biblistyki na Papieskim Uniwersytecie Gregoriańskim, uwieńczone w 1977 tytułem licencjata. Po powrocie do diecezji został mianowany prorektorem i profesorem Pisma Świętego w miejscowym seminarium. W latach 1988-1998 był proboszczem parafii św. Jana Chrzciciela w Arliano. W latach 1988-2000 był także profesorem Pisma Świętego w Międzydiecezjalnym Studium Teologicznym oraz wikariuszem biskupim ds. świeckich. Ponadto w latach 1981-2000 był członkiem Rady Kapłańskiej, zaś w latach 1983-1988 działał w ramach diecezjalnej Rady Duszpasterskiej. W latach 1989-2000 był asystentem Unii Katolickich Prawników Włoskich.

### Episkopat
18 marca 2000 papież Jan Paweł II mianował go ordynariuszem diecezji Volterra. Sakry biskupiej udzielił mu 3 maja 2000 abp Bruno Tommasi.
4 listopada 2006 został ordynariuszem diecezji Pistoia.
5 kwietnia 2014 papież Franciszek mianował go kościelnym asystentem generalnym włoskiej Akcji Katolickiej, zwalniając go jednocześnie z obowiązków biskupa Pistoi.